# 富春山居图
《富春山居圖》是宋末元初畫家黃公望的作品，創作於1347年至1350年，以浙江富春江為背景，山和水的布置疏密有致，墨色濃淡乾濕並用，用墨秀润淡雅，但气度不凡、極富變化，是黃公望的代表作，獲后世赞誉为“画中之兰亭”、“山水畫第一神品”，為中國十大傳世名畫之一。總長約690公分，畫作非一氣呵成，黃公望在題跋提到這幅畫從至正7年一直畫到至正10年，他會隨身帶著依興致添加筆墨，反覆畫了好幾年，使「富春山居圖」前段和後段不盡相同。

## 山居圖輾轉史
富春山居圖全圖明末原為董其昌收藏，之後董其昌轉賣給吳正志，騎縫印是吳正志所蓋。清初順治年間，畫傳給其子吳洪裕。吳洪裕過世前，決定把智永的「千字文」和黃公望的「富春山居圖」藏品當作陪葬，這些畫丟到火爐時，姪子吳貞度從火堆搶救「富春山居圖」，但畫卷已經被火燒成一大一小兩段，原卷首小段經過修補後稱為「剩山圖」，橫51.4公分，高31.8公分，佔原畫1/14，後段畫幅較長，稱為「無用師卷」，橫636.9公分，高33公分，佔原畫12/14。

## “剩山圖”与“無用師卷”
「無用師卷」名稱原由是因為題跋說明畫給「無用師」，無用師本姓鄭，號無用，是個道士，是黃公望師弟。1746年收藏家安儀周死後家道中落，「無用師卷」變賣後由清宮收藏。
乾隆皇帝認定1745年收藏的《富春山居图》「子明卷」為真，在「子明卷」畫卷空白處題寫評語55處並加蓋玉璽，在他出巡时常比對真實風景與畫中風景；「無用師卷」則因未被其視為真跡而沒有他的題字，僅有「大臣梁詩正奉勅敬書乾隆御識」文字，但也讓該画中的留白空間得以保留。
「剩山圖」有1669年王廷賓的題跋，說明1650年吳洪裕火燒「富春山居圖」的故事。民國初年曾流落民間，後來被上海吳湖帆收藏，並用篆字提了「山川渾厚草木華滋」。之前韓葑題「富春一角」，意指現存者只是殘留的一小部分。

## 合璧展出
中華人民共和國國務院總理溫家寶於2010年發表談話，以希望《富春山居圖》合璧展出，暗喻海峽兩岸分合使此作聲名大噪。2010年4月中国邮政發行該圖的合體郵票，但台北故宮博物院表示並未授予對方「無用師卷」之版權。
最终「剩山圖」與「無用師卷」於2011年6月2日在臺北故宮博物院展出，但合璧亮相的兩幅富春山居圖真跡並不是連接在一起，而是同陳列在長16公尺的櫃子內，右段先擺「剩山圖」，中間是題跋，左段再擺上「無用師卷」，對側則展出臨仿本「子明卷」。

## 摹本

### 黄溍临本
黄溍临本作于元至正十二年（1352年）秋，可能是已知最早的《富春山居圖》临本。康熙年间，此临本被高士奇购得，载于其《江村销夏录》和《江村书画目》。后来此画先后被陈遽、吴子深、张大千收藏。2005年、2010年、2016年，黄溍临本三次亮相拍卖会。

### 子明卷
乾隆皇帝在1745年讀到大臣沈德潛的文集，文中對「富春山居圖」大為稱讚，同年得到「子明卷」，「子明卷」名稱是因為題跋指是畫給「子明隱君」，但尚未考證出實際人員。直到國民政府點收北京故宮文物，故宮博物院發現黃公望曾在曹知白的畫作《群峰雪霽》上題字，藉由該落款進行比對之後輾轉證實「無用師卷」才是真跡，但由於子明卷是富春山居圖被燒前所仿摹，故成為了解富春山居圖原作之重要參考。
富春山居圖「無用師卷」和「子明卷」今收藏於中華民國國立故宮博物院，「無用師卷」被列為中華民國國寶，「子明卷」則被列為中華民國重要古物。

### 沈周仿本
明代沈周曾經收藏《富春山居圖》，因請人題識，被兒子據為己有，後來出售。沈周於1487年中秋依記憶仿繪此卷。此卷是已知最早的臨仿本，起首佈局與「子明卷」相同，可推測原作被燒之前卷首的狀況。今收藏於北京故宮博物院。

### 王翚临本
清代画家王翚一生中曾八次临摹《富春山居图》，现存世有三件，分别藏于美国佛利尔美术馆（41岁为笪重光作）、辽宁省博物馆（55岁在玉峰池馆作）、北京故宫博物院（71岁在家乡虞山作）。

## 影視作品

### 电影
- 《天機：富春山居圖》是根据2011年该图在台北合璧展览的事实为基础而虚构出来的动作片，2011年10月开拍，于2013年6月上映。

## 外部連結
- 山水合璧－黃公望與富春山居圖特展 （页面存档备份，存于）- 國立故宮博物院
- 富春山居圖（無用師） （页面存档备份，存于） - 國立故宮博物院
- 黄公望数字纪念馆